# 于克海姆
于克海姆是瑞士的城鎮，位於該國北部，由阿爾高州負責管轄，面積7.1平方公里，海拔高度455米，2012年人口1,317，七成人口信奉基督教，人口密度每平方公里185人。